# Strømsgodset IF
A Strömsgodset IF egy első osztályú norvég futballcsapat, amelyet 1907. február 10-én alapítottak. 
A klub legsikeresebb időszaka az 1960-as évekre és az 1970-es évek korai szakaszára tehető, amikor a csapat néhány év alatt feljutott a 4. osztályból az első osztályba, sőt 1970-ben sikerült az első osztályban bajnoknak is lennie. Norvég labdarúgókupa-győztes 4 alkalommal volt: 1969, 1970, 1973, 1991 után legutóbb 2010-ben.

## Játékosok

### Jelenlegi keret
2022. január 25. szerint.
| #  |     | Poszt | Név                    |
| -- | --- | ----- | ---------------------- |
| 1  | NOR | K     | Viljar Myhra           |
| 2  | ISL | V     | Ari Leifsson           |
| 4  | NOR | V     | Thomas Grøgaard        |
| 5  | NOR | V     | Niklas Gunnarsson      |
| 6  | NGA | KP    | Ipalibo Jack           |
| 7  | NOR | KP    | Herman Stengel         |
| 8  | NOR | KP    | Johan Hove             |
| 9  | NGA | CS    | Fred Friday            |
| 11 | NOR | KP    | Kristoffer Tokstad     |
| 17 | NOR | KP    | Tobias Fjeld Gulliksen |
| 19 | NOR | KP    | Halldor Stenevik       |

| #  |     | Poszt | Név                          |
| -- | --- | ----- | ---------------------------- |
| 26 | NOR | V     | Lars Christopher Vilsvik     |
| 30 | NOR | V     | Fabian Holst-Larsen          |
| 40 | NOR | K     | Morten Sætra                 |
| 51 | NOR | CS    | Aleksander Biermann Stenseth |
| 70 | NOR | V     | Sondre Fosnæss Hanssen       |
| 71 | NOR | V     | Gustav Valsvik               |
| 84 | NOR | KP    | Ole Enersen                  |
| 88 | NOR | CS    | Lars-Jørgen Salvesen         |
| 92 | KOS | KP    | Kreshnik Krasniqi            |

## Sikerei
- Norvég bajnokság:
  - Győztes (2): 1970, 2013
  - Második (1): 2012

- Norvég kupa:
  - Győztes (5): 1969, 1970, 1973, 1991, 2010
  - Második (3): 1993, 1997, 2018